# Tjuvö, Lovisa
Tjuvö är en halvö i Finland. Den ligger i Finska viken och i kommunen Lovisa stad och landskapet Nyland, i den södra delen av landet, 70 km öster om huvudstaden Helsingfors.